# Voice
VOICE – drugi niezależny minialbum południowokoreańskiego zespołu CNBLUE, wydany 25 listopada 2009 roku w Japonii przez wytwórnię AI Entertainment. Wszystkie piosenki są w języku angielskim, poza „Y, Why” nagranej w języku japońskim. Jej koreańska wersja znalazła się na pierwszym koreańskim minialbumie Bluetory.

## Lista utworów
| Nr | Tytuł             | Czas |
| -- | ----------------- | ---- |
| 1. | "voice"           | 4:04 |
| 2. | "Wanna Be Like U" | 3:38 |
| 3. | "Never too late"  | 4:08 |
| 4. | "Y,Why..."        | 3:48 |
| 5. | "One of a kind"   | 4:03 |